# DOK (музыкальная группа)
«DOK» — украинский музыкальный коллектив, образованный в Донецке в 2008 году и исполняющий инструментальный джаз-рок. В его состав вошли три участника: Станислав Иващенко (ударные), Евгений Кравцов (бас-гитара) и Александр Оленев (саксофон, клавишные). Дебютный эпонимический альбом занял 13-е место в списке лучших «отечественных» альбомов 2009 года по мнению журнала «Fuzz». Летом 2010 года коллектив выступил на фестивале «Соседний мир». Александр Оленев покинул группу, и в качестве саксофониста был принят Станислав Кравченко. Второй студийный альбом «Dva» был записан под руководством израильского музыканта и продюсера Меира Амара и выпущен в 2011 году. В июне 2011 года коллектив принял участие в фестивалях «Пустые Холмы» (Калужская обл., Россия) и «Джаз Коктебель» (Крым, Украина). Осенью 2011 года группу покидает Станислав Кравченко и на замену ему приходит сессионный музыкант Станислав Зубков. В мае 2012 года DOK приглашены с концертом в город Хельсинки (Финляндия). В июле 2012 года в группу был приглашен саксофонист Артем Васильченко, c которым был записан новый альбом «Be Water». Релиз пластинки состоялся 28 марта.

## Состав
- Станислав Иващенко — ударные
- Евгений Кравцов — бас-гитара
- Артем Васильченко — тенор-саксофон

Бывшие участники
- Александр Оленев — саксофон, клавишные
- Станислав Кравченко — саксофон, клавишные

## Дискография
- 2009 — Dok
- 2011 — Dva
- 2013 — Be water